# Выигрыш в новогоднюю лотерею
«Выигрыш в Новогоднюю лотерею» — итал. «Ho vinto la lotteria di Capodanno» — фильм режиссёра Нери Паренти.

## Сюжет
Журналист-неудачник неожиданно выиграл в лотерею огромную сумму. Теперь у него — море возможностей. Но мафия не дремлет, да и счастливый билет оказывается в пишущей машинке, проданной с аукциона, и чтобы его вернуть, надо проявить чудеса изобретательности.

## В ролях
- Паоло Вилладжо — Паоло Чёттоли
- Антонио Аллочча — сеньор Росси
- Камилло Милли — Слепой
- Джанпаоло Саккарола — Босс
- Мэргит Эвелин Ньютон — Арканджела
- Джулио Массимини — Дон Паолини
- Стефано Антонуччи — Пожарный
- Уго Болонья — Главный редактор
- Валерио Мерола — Играет себя камео
- Джанкарло Магалли — Играет себя камео
- Мохамед Бадрсалем — Амар Насур
- Лючана Чиренеи — Москини - работница редакции
- Карло Коломбо —
- Бруно Ди Луйа —
- Джанни Франко —
- Джулиано Гизелли —
- Маурицио Маргутти —
- Луиджи Николози —
- Тереза Пьерджентили — Уборщица
- Романо Пуппо —
- Серджо Тестори —
- Пьеро Вивальди —
- Джулиано Гранде —

## Съёмочная группа
- Продюсеры — Марио Чекки Гори, Витторио Чекки Гори, Бруно Альтиссими, Клаудио Сарачени
- Сценарий — Алессандро Бенчивенни, Леонардо Бенвенути, Пьеро Де Бернарди, Нери Паренти, Доменико Саверни
- Режиссёр — Нери Паренти
- Монтаж — Серджио Монтанари
- Оператор — Алессандро Д'Ева
- Композитор — Бруно Дзамбрини
- Художник — Мария Стильде Амбруцци
- Костюмы — Фьямма Бедендо